# Sabina Luft
Sabina Luft (auch Sabina Walderdorff; * 17. Februar 1966 in Finningen) ist eine deutsche Schauspielerin.

## Leben und Wirken
Sabina Luft wirkte in den 1980er und 1990er Jahren in deutschen Filmproduktionen und Fernsehserien mit. Einem größeren Publikum bekannt wurde sie durch ihre Auftritte als Dr. Paula Kuhn in der Sat.1-Krimiserie Sophie – Schlauer als die Polizei.
Die Schauspielerin war von 2000 bis 2013 mit Carl Gustav von Walderdorff verheiratet. Sie lebt in München und ist als Yogalehrerin tätig.

## Filmografie (Auswahl)
- 1986: Rockpower Television (Fernsehserie)
- 1994: Der Gletscherclan (Fernsehserie, 1 Folge)
- 1994: Das dressierte Huhn (Kurzfilm)
- 1995: Looosers!
- 1995: Um die 30 (Fernsehserie, 1 Folge)
- 1996: Irren ist männlich
- 1997: Sophie – Schlauer als die Polizei (Fernsehserie, 4 Folgen)
- 1997: 8cht (Kurzfilm)
- 1998: First Love – Die große Liebe (Fernsehreihe, 1 Folge)
- 1998: Die Verbrechen des Professor Capellari (Fernsehserie, 1 Folge)
- 1999: Ein Mann für gewisse Sekunden (Fernsehfilm)